# 波帶蝴蝶魚
波帶蝴蝶魚，為輻鰭魚綱鱸形目蝴蝶魚科的其中一種。

## 分布
本魚分布於西南太平洋區，包括澳洲、羅德豪島、諾克福島等海域。

## 深度
水深3至15公尺。

## 特徵
本魚體呈圓形，吻短，體色為白色，體側具有3條寬縱帶，第一條通過眼睛、第二條從背鰭第三~第四棘至臀鰭起點、第三條從背鰭軟條部至臀鰭軟條部。嘴部、胸鰭基部、背鰭、臀鰭邊緣呈黃色，尾鰭黃色具藍色邊。背鰭硬棘12枚，背鰭軟條21枚；臀鰭硬棘 3枚、臀鰭軟條17至18枚。體長可達15公分。

## 生態
本魚棲息於潟湖與臨海礁石珊瑚豐富的區域，成小群體地活動，肉食性。

## 經濟利用
為高價值的觀賞魚。